# Gregorio Tifernate
Gregorio Tifernate, nome umanistico Gregorius Tiphernas, conosciuto in Francia come Grégoire Tifernas o le Tifernate e in Italia anche come Gregorio da Città di Castello (Cortona, 1414 – Venezia, 1462), è stato un filologo, grecista e umanista italiano.

## Biografia
Luogo di nascita incerto, forse Cortona o una località vicina chiamata Ranza, da giovane soggiornò a Città di Castello (chiamata nell'antichità Tifernum Tiberinum, da cui il suo nome), studiò greco e medicina a Perugia e fu allievo di Giorgio Gemisto Pletone a Firenze. Dopo aver insegnato in diverse città italiane, tra cui a Napoli, dove ebbe tra gli allievi Giovanni Pontano nel 1447, fece parte del gruppo di studiosi attirati a Roma da papa Niccolò V per lavorare intorno a Lorenzo Valla. Con Guarino Veronese tradusse la Geografia di Strabone (i libri XI-XVII) e tradusse anche l'Etica Nicomachea e l'Etica Eudemia di Aristotele (e forse anche la Grande morale), la Metafisica di Teofrasto e alcuni discorsi di Dione Crisostomo. Appassionato di codici e opuscoli, sono incerte anche altre traduzioni da Erodoto e altri, fatte nello spirito da precettore.
Dopo la morte di Niccolò V (1455), il suo successore papa Callisto III non era interessato alla cultura greca e Gregorio si recò a Milano, dove Francesco Filelfo gli diede una raccomandazione per recarsi da Thomas Le Franc, medico personale dal 1450 del re Carlo VII di Francia. Ma all'arrivo a Parigi, nell'ottobre 1856, Gregorio trovò che il medico era morto. Si mise allora a cercare lavoro fino a riuscire a convincere il rettore della Sorbonne ad aprire il primo corso di greco, mai prima tenuto, dell'Università di Parigi.
Il 19 gennaio 1458 ottenne il diritto di insegnare nel quadro dei professori francesi, con un corso di greco al mattino e uno di retorica latina il pomeriggio, con un pagamento di 100 scudi l'anno e il divieto di esigere soldi dagli allievi (tra i quali ebbe Robert Gaguin, Jacques Lefèvre d'Étaples e Johannes Reuchlin).
Nell'autunno del 1459 ripartì per Milano, insegnò a Mantova (tra gli allievi Giorgio Merula e Battista Mantovano), quindi si recò a Venezia, dove morì nel 1462 ("non sine veneni suspitione").
Anche suo figlio Lelio fu un umanista e grecista, soggiornò diversi anni a Costantinopoli e tradusse alcune opere di Filone di Alessandria in latino.
Fu anche autore di versi latini e ritenuto da alcuni bizantino di nascita.

## Opere
Una raccolta di componimenti fu stampata a Venezia nel 1472. Alcuni Opuscula furono stampati sempre a Venezia nel 1498. Un'edizione dei Carmi fu stampata a Città di Castello nel 1538. Rare le edizioni moderne, tra le quali Tre carmi dal latino di Gregorio Tifernate, a cura di Vittorio Corbucci, Città di Castello, Orfanelli, 1935 e La poesia di Gregorio Tifernate (1414-1464), a cura di John Butcher, prefazione di Giampiero Giugnoli, Biblioteca del Centro Studi Mario Pancrazi, 2014.